# Amphoe Pak Khat
Amphoe Pak Khat (Thai: อำเภอ ปากคาด) ist ein Landkreis (Amphoe – Verwaltungs-Distrikt) in der Provinz Bueng Kan. Die Provinz Bueng Kan liegt im Norden der Nordostregion von Thailand, dem so genannten Isan.

## Geographie
Die Provinz Bueng Kan liegt etwa 615 Kilometer nordöstlich von Bangkok entlang des Mekong, der hier die Landesgrenze nach Laos darstellt.
Amphoe Pak Khat grenzt an die folgenden Landkreise (von Osten im Uhrzeigersinn): an die Amphoe Bueng Kan und So Phisai in der Provinz Bueng Kan sowie an Amphoe Rattanawapi in der Provinz Nong Khai. Im Nordwesten liegt auf dem anderen Ufer des Mekong die Provinz Bolikhamsai von Laos.

## Geschichte
Pak Khat wurde am 1. Oktober 1978 zunächst als „Zweigkreis“ (King Amphoe) eingerichtet, indem er vom Amphoe Phon Phisai abgetrennt wurde.
Am 20. März 1986 wurde er zum Amphoe heraufgestuft.

## Verwaltung

### Provinzverwaltung
Der Landkreis Pak Khat ist in sechs Tambon („Unterbezirke“ oder „Gemeinden“) eingeteilt, die sich weiter in 64 Muban („Dörfer“) unterteilen.
| Nr. | Name      | Thai    | Muban | Einw. |
| --- | --------- | ------- | ----- | ----- |
| 01. | Pak Khat  | ปากคาด  | 18    | 8.199 |
| 02. | Nong Yong | หนองยอง | 11    | 6.306 |
| 03. | Na Kang   | นากั้ง    | 07    | 4.146 |
| 04. | Non Sila  | โนนศิลา  | 12    | 6.739 |
| 05. | Som Sanuk | สมสนุก   | 08    | 5.543 |
| 06. | Na Dong   | นาดง    | 08    | 4.061 |

### Lokalverwaltung
Es gibt eine Kommune mit „Kleinstadt“-Status (Thesaban Tambon) im Landkreis:
- Pak Khat (Thai: เทศบาลตำบลปากคาด), bestehend aus Teilen der Tambon Pak Khat and Non Sila.

Außerdem gibt es sechs „Tambon-Verwaltungsorganisationen“ (องค์การบริหารส่วนตำบล – Tambon Administrative Organizations, TAO):
- Pak Khat (Thai: องค์การบริหารส่วนตำบลปากคาด)
- Nong Yong (Thai: องค์การบริหารส่วนตำบลหนองยอง)
- Na Kang (Thai: องค์การบริหารส่วนตำบลนากั้ง)
- Non Sila (Thai: องค์การบริหารส่วนตำบลโนนศิลา)
- Som Sanuk (Thai: องค์การบริหารส่วนตำบลสมสนุก)
- Na Dong (Thai: องค์การบริหารส่วนตำบลนาดง)